# رامات آویو
رامات آویو الف یا رامات آویو هایروکا، و به‌طور رسمی رامات آویو (عبری: רָמַת אָבִיב‎، ترجمه تحت‌اللفظی: ارتفاعات بهاری)، محله‌ای در شمال غربی تل‌آویو، اسرائیل است.

## پیشینه

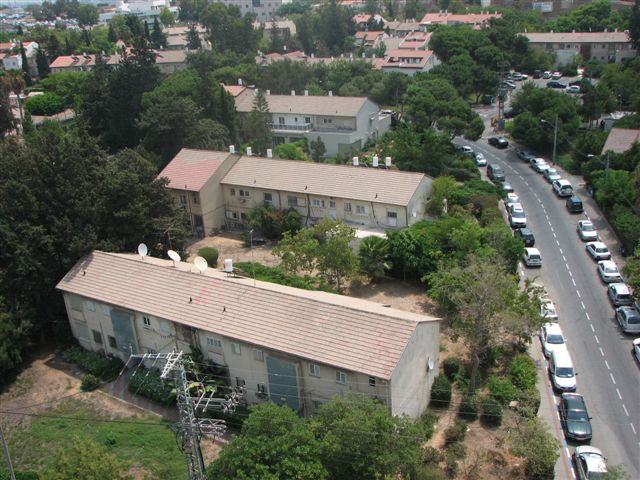
ساختمان‌های دهه ۱۹۵۰

رامات آویو در دهه ۱۹۵۰ به دنبال هجوم گسترده مهاجران از اروپای شرقی تأسیس شد. گلدا مئیر از سال ۱۹۵۹ تا ۱۹۷۸ در این محله زندگی می‌کرد.
در ژانویه ۲۰۱۱، اعلام شد که بقایای بنایی که گمان می‌رود ۷۸۰۰ تا ۸۴۰۰ سال قدمت داشته باشد، در یک کاوش باستان‌شناسی که در خیابان فیچمن ۸ در رامات آویو، توسط اداره آثار باستانی اسرائیل انجام شد، کشف شد. این یافته‌ها حاکی از سکونت دائمی در ساحل شمالی رودخانه یارکون است.